# José Pedro García Parejo
José Pedro García Parejo (Sevilla, 1981) es un escritor de relatos de ficción, influido tanto por escritores españoles como norteamericanos. Ha sido galardonado con los premios Guillermo de Baskerville al mejor libro de relatos, Certamen Internacional Fernando Quiñones de Relatos, Certamen Ciudad de Palos y Certamen de Relato Corto de Pilas. Es autor de los libros Leña (2015, Maclein y Parker) y La Cordada (2018, Maclein y Parker).
Su estilo ha sido denominado como «Sevillano-Yanki», por aunar la influencia de escritores norteamericanos del siglo XX como Raymond Carver o Chuck Palahniuk con la presencia de localismos de la provincia de Sevilla, especialmente del municipio de Dos Hermanas.

## Obras
- La Cordada, 2018.
- Leña, 2015.